# Novemail-Histor
El equipo Novemail-Histor fue un equipo ciclista francés que compitió profesionalmente entre el 1993 y 1994.

## Corredor mejor clasificado en las Grandes Vueltas
| Año  | Giro de Italia          | Tour de Francia         | Vuelta a España          |
| ---- | ----------------------- | ----------------------- | ------------------------ |
| 1967 | -                       | -                       | -                        |
| 1968 | -                       | -                       | -                        |
| 1969 | -                       | -                       | -                        |
| 1970 | -                       | -                       | -                        |
| 1971 | -                       | -                       | -                        |
| 1972 | -                       | -                       | -                        |
| 1973 | -                       | -                       | -                        |
| 1974 | -                       | -                       | -                        |
| 1975 | -                       | -                       | -                        |
| 1976 | -                       | 26.º Bert Pronk         | 4.º Dietrich Thurau      |
| 1977 | -                       | 2.º Hennie Kuiper       | -                        |
| 1978 | -                       | 6.º Paul Wellens        | -                        |
| 1979 | -                       | 8.º Paul Wellens        | -                        |
| 1980 | -                       | 1.º Joop Zoetemelk      | -                        |
| 1981 | -                       | 4.º Joop Zoetemelk      | -                        |
| 1982 | -                       | 3.º Johan van der Velde | -                        |
| 1983 | -                       | 3.º Peter Winnen        | -                        |
| 1984 | -                       | 10.º Phil Anderson      | -                        |
| 1985 | -                       | 5.º Phil Anderson       | 13.º Gerard Veldscholten |
| 1986 | 14.º Eric van Lancker   | 39.º Phil Anderson      | 2.º Robert Millar        |
| 1987 | 2.º Robert Millar       | 19.º Robert Millar      | -                        |
| 1988 | 2.º Erik Breukink       | 9.º Peter Winnen        | -                        |
| 1989 | 4.º Erik Breukink       | 55.º Guy Nulens         | -                        |
| 1990 | 15.º Gert-Jan Theunisse | 33.º Steven Rooks       | -                        |
| 1991 | -                       | 15.º Mauricio Fondriest | 41.º Eddy Bouwmans       |
| 1992 | -                       | 14.º Eddy Bouwmans      | -                        |
| 1993 | -                       | 35.º Viacheslav Yekímov | -                        |
| 1994 | -                       | 26.º Charly Mottet      | -                        |

## Principales resultados
- Tour del Mediterráneo: Charly Mottet (1993)
- Clásica de Almería: Viacheslav Yekímov (1993)
- Gran Premio de Denain: Marcel Wüst (1993)

### A las grandes vueltas
- Vuelta a España
  - 0 participaciones

- Tour de Francia
  - 2 participaciones (1993, 1994)
  - 1 victorias de etapa:
    - 1 el 1993: Wilfried Nelissen

- Giro de Italia
  - 0 participaciones

## Composición del equipo

### 1993
| Integrantes del equipo 1993                   | Integrantes del equipo 1993 | Integrantes del equipo 1993 | Integrantes del equipo 1993 |
| Corredor                                      | Fecha de nacimiento         | Equipo previo               |                             |
| --------------------------------------------- | --------------------------- | --------------------------- | --------------------------- |
| Eddy Bouwmans                                 | 30 de enero de 1968         | Panasonic-Sportlife (1992)  |                             |
| Bruno Cornillet                               | 8 de febrero de 1963        | Z (1992)                    |                             |
| Viacheslav Yekímov                            | 4 de febrero de 1966        | Panasonic-Sportlife (1992)  |                             |
| Thierry Laurent                               | 13 de septiembre de 1966    | RMO (1992)                  |                             |
| Roland Le Clerc                               | 30 de mayo de 1963          | Castorama (1992)            |                             |
| Charly Mottet                                 | 16 de diciembre de 1962     | RMO (1992)                  |                             |
| Wilfried Nelissen                             | 5 de mayo de 1970           | Panasonic-Sportlife (1992)  |                             |
| Dmitri Neliubin                               | 8 de febrero de 1971        |                             |                             |
| Guy Nulens                                    | 27 de octubre de 1957       | Panasonic-Sportlife (1992)  |                             |
| Ronan Pensec                                  | 10 de julio de 1963         | RMO (1992)                  |                             |
| Jo Planckaert                                 | 16 de diciembre de 1970     | Panasonic-Sportlife (1992)  |                             |
| Marc Sergeant                                 | 16 de agosto de 1959        | Panasonic-Sportlife (1992)  |                             |
| Gilles Talmant                                | 27 de abril de 1970         |                             |                             |
| Nico Verhoeven                                | 2 de octubre de 1961        | PDM-Ultima-Concorde (1992)  |                             |
| Marcel Wüst                                   | 6 de agosto de 1967         | RMO (1992)                  |                             |
| Dimitri Zhdanov                               | 14 de octubre de 1969       | Panasonic-Sportlife (1992)  |                             |
| Patrick Jonker (1 de sep–31 de dic, aprendiz) | 25 de mayo de 1969          |                             |                             |
| Cédric Vasseur (1 de sep–31 de dic, aprendiz) | 18 de agosto de 1970        |                             |                             |
|                                               |                             |                             |                             |
| Fuente: Cycling Archives                      |                             |                             |                             |